# Taverny
Taverny je severozahodno predmestje Pariza in občina v osrednjem francoskem departmaju Val-d'Oise regije Île-de-France. Leta 1999 je imelo naselje 25.909 prebivalcev.

## Geografija
Naselje leži v osrednji Franciji, v dolini Montmorency, 20 km od središča Pariza.

## Administracija
Taverny je sedež istoimenskega kantona, v katerega so poleg njegove vključene še občine 
Bessancourt, Béthemont-la-Forêt, Chauvry in Frépillon s 35.900 prebivalci. Kanton je sestavni del okrožja Pontoise.

## Zgodovina
Ime naselja izhaja iz galo-romanskega Taberniacuma. Z ustavno listino Pipina Malega v letu 754 je bilo ozemlje Tavernyja dodeljeno opatiji Saint-Denis.

## Pobratena mesta
- Lüdinghausen (Nemčija),
- Sedlcany (Češka).